# Neomuscina rufoscutella
Neomuscina rufoscutella är en tvåvingeart som beskrevs av Carroll William Dodge 1955. Neomuscina rufoscutella ingår i släktet Neomuscina och familjen husflugor. Inga underarter finns listade i Catalogue of Life.